# Lompret (Nord)
Lompret ist eine französische Gemeinde im Nord in der Region Hauts-de-France mit 2170 Einwohnern (Stand 1. Januar 2022). Die Gemeinde gehört zum Arrondissement Lille.

## Geografie
Die Gemeinde Lompret liegt nur fünf Kilometer nordwestlich der Innenstadt von Lille, also nur wenig außerhalb der zusammenhängenden großstädtischen Bebauung des Verdichtungsraumes um die Stadt Lille. Das bebaute Gebiet von Lompret entwickelte sich aus einem Straßendorf und konzentriert sich entlang einer von Südost nach Nordwest (Rue de l’Église) verlaufenden Achse. Bis ungefähr 1980 konnte das Dorf seinen ländlichen Charakter gut bewahren, inzwischen überwiegen jedoch Wohngebiete von aus der Stadt Zugezogenen und Lompret ist baulich mit der Nachbarstadt Pérenchies zusammengewachsen.

### Angrenzende Gemeinden
|            | Verlinghem                                  |            |
| Pérenchies | Kompassrose, die auf Nachbargemeinden zeigt |            |
|            | Lomme                                       | Lambersart |

## Etymologie
Der Name Lompret geht zurück auf das lateinische longum pratum (deutsch: „lange Weide“), ein Namensmotiv, was in vielen französischen Ortsnamen vorkommt, wie beispielsweise Lomprez oder Longpré. Der Name verweist auf die höher gelegenen Weiden, die bei Hochwasser im Gegensatz zum Marschland am nahegelegenen Fluss Deûle nicht überschwemmt wurden.

## Geschichte
Das Dorf wurde im Jahr 1144 erstmals erwähnt, als dem Stiftskapitel Saint-Pierre („St. Peter “) in Lille die Pfarreirechte zugewiesen wurden. Schon im 17. und 18. Jahrhundert gab es einige Landhäuser von wohlhabenden Bürgern und Adligen, unter anderem das Schloss von Villers und das von De la Phalecque.
Während des Ersten Weltkriegs lag die Britisch-Deutsche Front ganz in der Nähe, was zu vielen Beschädigungen führte, aber nicht zu einer totalen Vernichtung, wie sie einige nahegelegene Dörfer erlitten, die sich etwas weiter westlich befinden.

### Bevölkerungsentwicklung
| Jahr          | 1962 | 1968 | 1975 | 1982 | 1990 | 1999 | 2010 | 2020 |
| Einwohner     | 1098 | 1218 | 1344 | 1696 | 1873 | 2358 | 2325 | 2195 |
| Quelle: INSEE |      |      |      |      |      |      |      |      |

## Sehenswürdigkeiten
Im Dorf haben sich noch verschiedene Gehöfte aus dem 18. und 19. Jahrhundert erhalten. Zentral im Dorf befindet sich die neo-romanische Kirche Notre-Dame de l'Assomption (Mariä Himmelfahrt) von 1902 und das neue Rathaus.

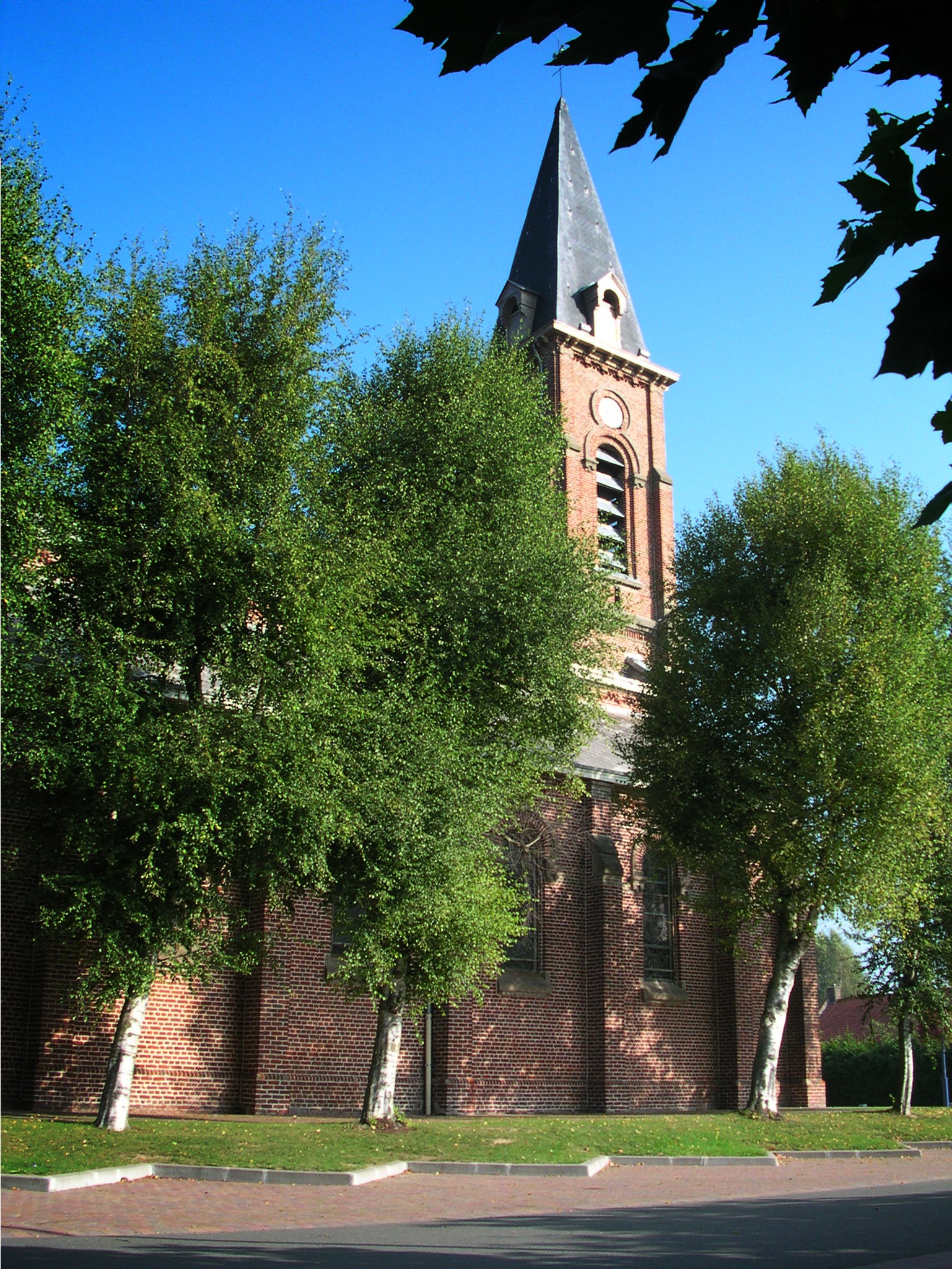
Kirche Mariä Himmelfahrt
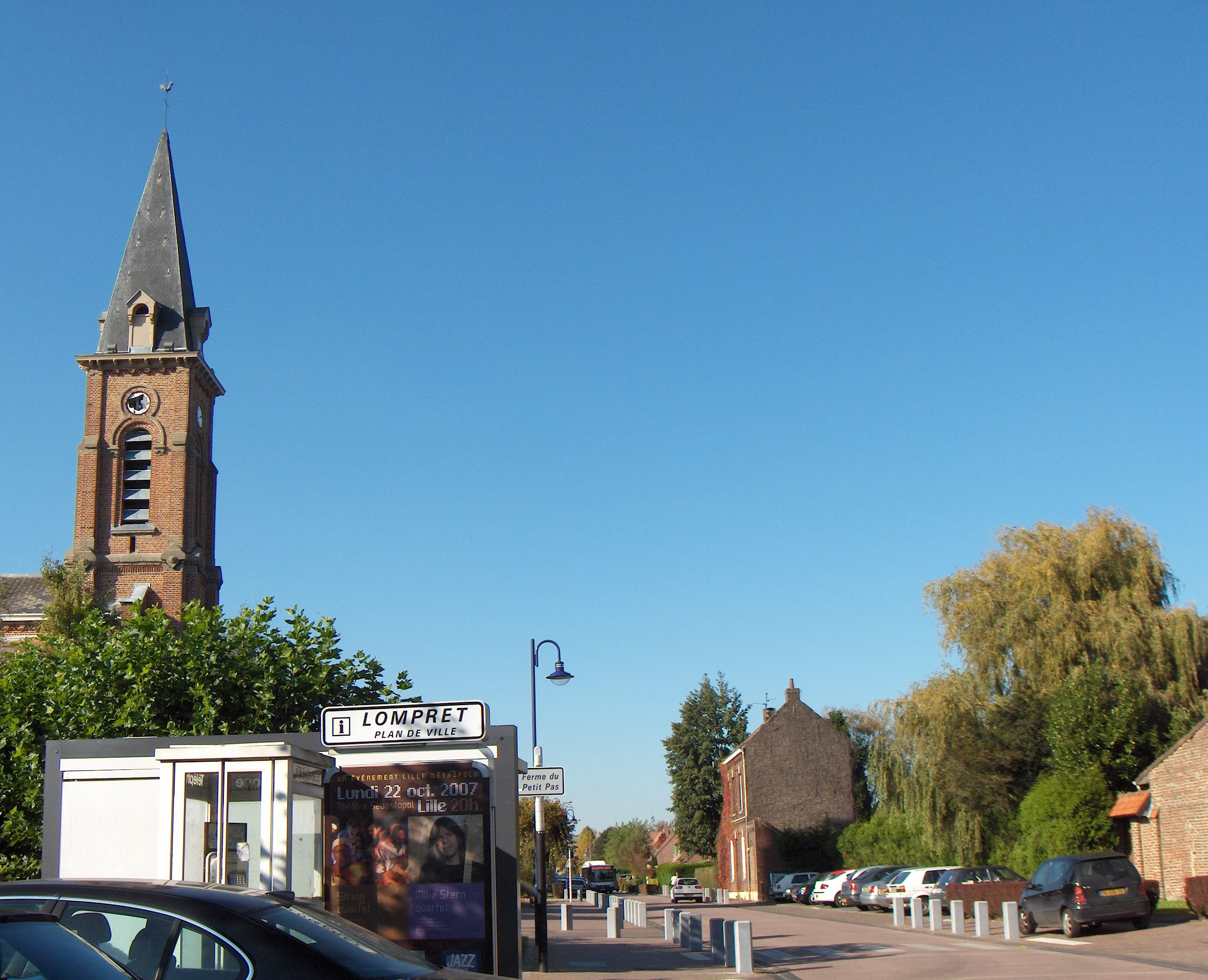
Lompret, Blick auf die Hauptstraße
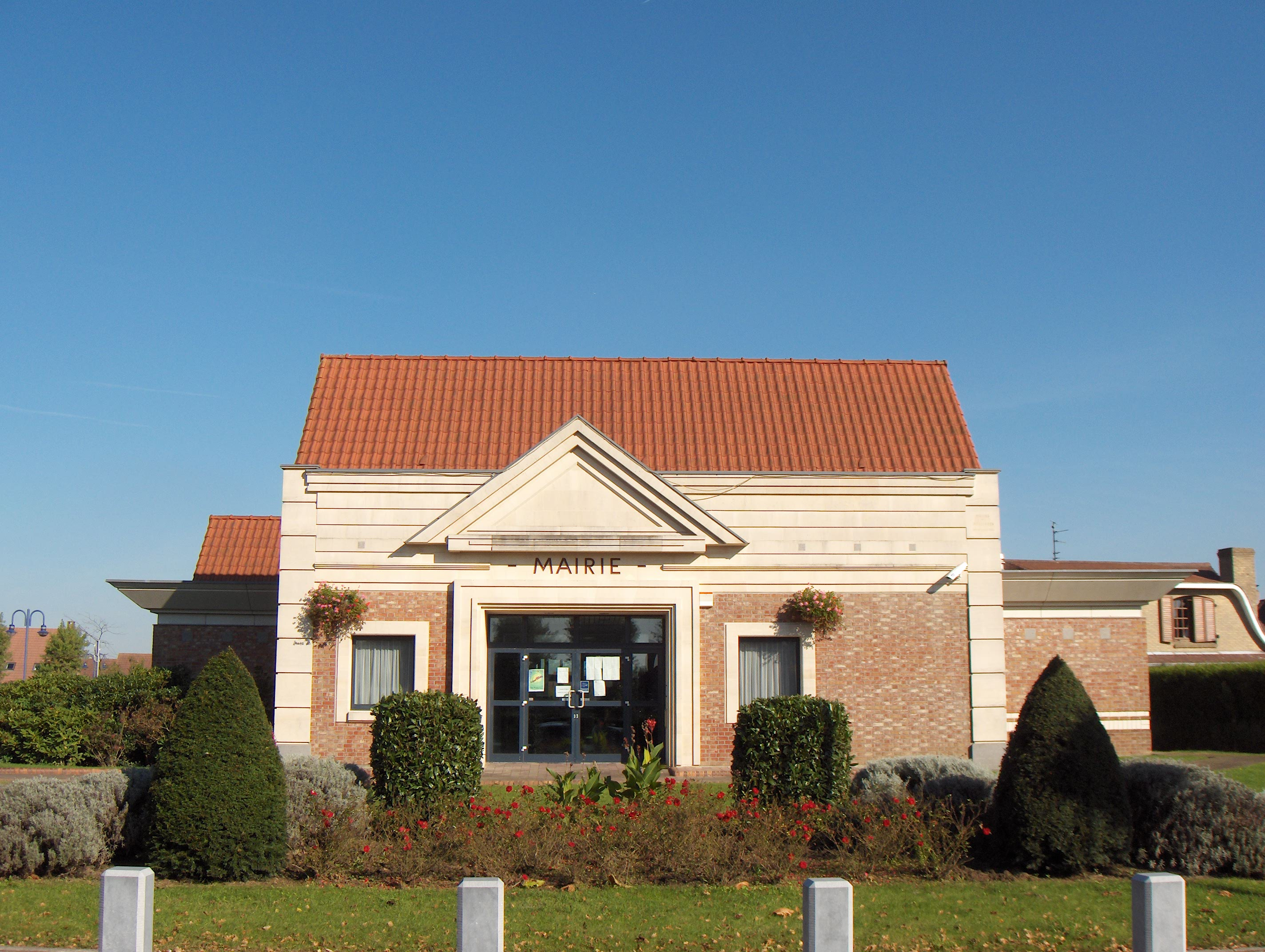
Mairie (Rathaus)